# Baginton

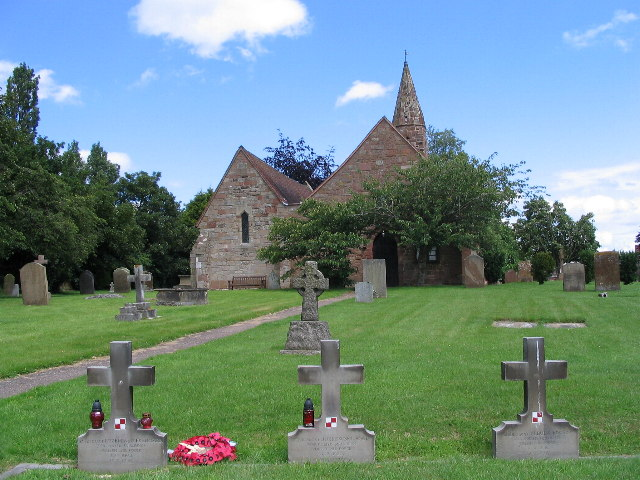
Groby polskich lotników z Dywizjonu 308

Baginton – wieś w Anglii, w hrabstwie Warwickshire, w dystrykcie Warwick. Sąsiaduje z miastem Coventry (na północ), leży 13 km na północny wschód od miasta Warwick i 134 km na północny zachód od Londynu. W 2001 miejscowość liczyła 801 mieszkańców.
W Baginton znajduje się port lotniczy Coventry. W latach 1940–1941 w miejscowości stacjonował 308 Dywizjon Myśliwski "Krakowski" RAF. Na miejscowym cmentarzu anglikańskiej parafii świętego Jana w Baginton spoczywają prochy lotników, w tym 8 Polaków.